# Saison 2002-2003 de l'AS Saint-Étienne
Chronologie
Saison précédente Saison suivante
La saison 2002-2003 de l'AS Saint-Étienne est la 2e d'affilée du club en Ligue 2.
Saison très difficile avec comme point d’orgue la défaite 0-3 à domicile contre Gueugnon en janvier 2003. Cette rencontre marque les esprits, notamment celle de Frédéric Antonetti, l’entraîneur. Il va alors muscler son discours et ne mettre sur le terrain que des joueurs qui en veulent vraiment. Les Verts, alors 13e, perdront seulement 2 rencontres d’ici la fin du championnat et ce sera la base de leur remontée en Ligue 1 à l'issue de la saison 2003-2004.

## Équipe professionnelle

### Mercato
| Nom                    | Nationalité | Poste             | Transfert           | Provenance/Destination | Division     |
| ---------------------- | ----------- | ----------------- | ------------------- | ---------------------- | ------------ |
| Arrivées               |             |                   |                     |                        |              |
| Vincent Hognon         |             | Défenseur         | Transfert           | Nancy                  | Ligue 2      |
| Loïc Chavériat         |             | Attaquant         | Retour de prêt      | Lausanne               | Super League |
| Eduardo Oliveira       |             | Défenseur         | Transfert définitif | CS Sedan Ardennes      | Ligue 2      |
| Ibrahim Razak          |             | Milieu de terrain | prêt                | Empoli                 | Serie B      |
| Alex                   |             | Attaquant         | Retour de prêt      | Paris SG               | Ligue 1      |
| Mickaël Dogbé          |             | Attaquant         | Transfert           | Grenoble               | Ligue 2      |
| Anthony Garcia         |             | Milieu            | Transfert           | AC Ajaccio             | Ligue 2      |
| Lilian Compan          |             | Attaquant         | Transfert           | Châteauroux            | Ligue 2      |
| Christophe Deguerville |             | Défenseur         | Libre               | SC Bastia              | Ligue 1      |
| Départs                |             |                   |                     |                        |              |
| Cyrille Pouget         |             | Attaquant         | Retour de prêt      | Marseille              | Ligue 1      |
| Marcin Kuzba           |             | Attaquant         | Retour de prêt      | Lausanne               | Super League |
| Ted Agasson            |             | Attaquant         | Fin de contrat      | -                      | -            |
| Alex Di Rocco          |             | Attaquant         | Fin de contrat      | SM Caen                | Ligue 2      |
| Laurent Huard          |             | Milieu            | Arrêt               | -                      | -            |
| Antonio Esposito       |             | Milieu            | Transfert           | FC Bâle                | Super League |
| Rodrigao               |             | Attaquant         | Prêt                | Botafogo               | Série A      |
| Giovanni Bia           |             | Défenseur         | Rupture de contrat  | -                      | -            |

| Nom            | Nationalité | Poste     | Transfert | Provenance/Destination | Division |
| -------------- | ----------- | --------- | --------- | ---------------------- | -------- |
| Arrivées       |             |           |           |                        |          |
| Fabrice Jau    |             | Milieu    | Prêt      | SC Bastia              | Ligue 1  |
| Mickaël Citony |             | Attaquant | Transfert | Stade rennais FC       | Ligue 1  |
| Lawrence Quaye |             | Milieu    | Prêt      | Liberty Professionals  | L1 Ghana |
| Départs        |             |           |           |                        |          |

### Championnat

#### Matches aller
| Date       | N o | Adversaire        | Lieu | Résultat | Buteurs pour Saint-Étienne                | Points | Place |
| ---------- | --- | ----------------- | ---- | -------- | ----------------------------------------- | ------ | ----- |
| 03/08/2002 | J01 | Grenoble Foot     | Ext. | 1 - 0    | -                                         | 0      | 13    |
| 10/08/2002 | J02 | FC Istres         | Dom. | 3 - 0    | Hognon 10e, Alex 17e, Garcia 72e          | 3      | 10    |
| 17/08/2002 | J03 | Amiens SC         | Ext. | 1 - 0    | -                                         | 3      | 12    |
| 25/08/2002 | J04 | Reims             | Dom. | 0 - 0    | -                                         | 4      | 14    |
| 31/08/2002 | J05 | FC Gueugnon       | Ext. | 0 - 2    | Razak 25e , Alex 52e                      | 7      | 12    |
| 04/09/2002 | J06 | Lorient           | Dom. | 1 - 1    | Compan 34e                                | 8      | 10    |
| 11/09/2002 | J07 | Toulouse FC       | Ext. | 1 - 0    | -                                         | 8      | 14    |
| 14/09/2002 | J08 | Le Mans           | Dom. | 0 - 0    | -                                         | 9      | 14    |
| 20/09/2002 | J09 | Metz              | Ext. | 1 - 1    | Carteron 90e                              | 10     | 14    |
| 28/09/2002 | J10 | Niort             | Ext. | 3 - 0    | -                                         | 10     | 16    |
| 05/10/2002 | J11 | Wasquehal         | Dom. | 2 - 0    | Compan 6e 63e                             | 13     | 14    |
| 19/10/2002 | J12 | Beauvais          | Ext. | 3 - 0    | -                                         | 13     | 16    |
| 26/10/2002 | J13 | SM Caen           | Dom. | 2 - 1    | Hellebuyck 12e , Alex 61e                 | 15     | 16    |
| 02/11/2002 | J14 | ASOA Valence      | Ext. | 0 - 0    | -                                         | 17     | 14    |
| 09/11/2002 | J15 | Créteil           | Dom. | 1 - 1    | Carteron 85e (pen.)                       | 18     | 14    |
| 17/11/2002 | J16 | AS Nancy-Lorraine | Ext. | 1 - 0    | -                                         | 18     | 15    |
| 30/11/2002 | J17 | Châteauroux       | Dom. | 0 - 0    | -                                         | 19     | 15    |
| 04/12/2002 | J18 | Stade lavallois   | Ext. | 1 - 0    | -                                         | 19     | 16    |
| 19/12/2002 | J19 | Clermont          | Dom. | 3 - 1    | Hellebuyck 21e , Carteron 32e , Razak 81e | 22     | 14    |

#### Matchs retour
| Date       | N o | Adversaire        | Lieu | Résultat | Buteurs pour Saint-Étienne                             | Points | Place |
| ---------- | --- | ----------------- | ---- | -------- | ------------------------------------------------------ | ------ | ----- |
| 22/01/2003 | J22 | Reims             | Ext. | 1 - 0    | -                                                      | 22     | 15    |
| 29/01/2003 | J23 | FC Gueugnon       | Dom. | 0- 3     | -                                                      | 22     | 18    |
| 01/02/2003 | J24 | Lorient           | Ext. | 1 - 1    | Carteron 29e (pen.)                                    | 23     | 18    |
| 09/02/2003 | J26 | Le Mans           | Ext. | 2 - 2    | Hognon 29e, Citony 57e                                 | 24     | 20    |
| 14/02/2003 | J20 | FC Istres         | Ext. | 0- 0     | -                                                      | 25     | 20    |
| 22/02/2003 | J27 | Metz              | Dom. | 1 - 1    | Hognon 4e                                              | 26     | 20    |
| 28/02/2003 | J28 | Niort             | Dom. | 2 - 0    | Compan 48e, Carteron 53e (pen.)                        | 29     | 16    |
| 08/03/2003 | J29 | Wasquehal         | Ext. | 1 - 1    | J.Erceau 41e (csc)                                     | 30     | 17    |
| 14/03/2003 | J21 | Amiens SC         | Dom. | 4 - 1    | Alex 29e , Carteron 34e 53e (pen.), A.Lebrun 62e (csc) | 33     | 13    |
| 22/03/2003 | J30 | Beauvais          | Dom. | 1 - 0    | Compan 89e                                             | 36     | 13    |
| 28/03/2003 | J31 | SM Caen           | Ext. | 0 - 0    | -                                                      | 37     | 13    |
| 05/04/2003 | J32 | ASOA Valence      | Dom. | 2 - 0    | Compan 36e, Alex 74e                                   | 40     | 11    |
| 12/04/2003 | J33 | Créteil           | Ext. | 0 - 0    | -                                                      | 41     | 11    |
| 19/04/2003 | J34 | AS Nancy-Lorraine | Dom. | 0 - 1    | -                                                      | 41     | 13    |
| 24/04/2003 | J25 | Toulouse FC       | Dom. | 1 - 0    | Alex 87e                                               | 44     | 10    |
| 3/05/2003  | J35 | Châteauroux       | Ext. | 1 - 1    | Citony 89e                                             | 45     | 10    |
| 10/05/2003 | J36 | Laval             | Dom. | 1 - 0    | Compan 9e                                              | 48     | 8     |
| 16/05/2003 | J37 | Clermont          | Ext. | 1 - 0    | -                                                      | 48     | 10    |
| 23/05/2003 | J38 | Grenoble Foot     | Dom. | 2 - 1    | Carteron 81e, Chavériat 90e                            | 51     | 9     |

#### Classement
| #                                                                                     | Club                 | J  | V  | N  | D  | bp:bc | +/- | Pts |
| ------------------------------------------------------------------------------------- | -------------------- | -- | -- | -- | -- | ----- | --- | --- |
| 1                                                                                     | Toulouse FC          | 38 | 21 | 9  | 8  | 50:24 | +26 | 72  |
| 2                                                                                     | Le Mans UC 72        | 38 | 18 | 14 | 6  | 49:33 | +16 | 68  |
| 3                                                                                     | FC Metz              | 38 | 19 | 10 | 9  | 52:29 | +23 | 67  |
| 4                                                                                     | FC Lorient           | 38 | 18 | 11 | 9  | 43:29 | +14 | 65  |
| 5                                                                                     | LB Châteauroux       | 38 | 16 | 12 | 10 | 40:35 | +5  | 60  |
| 6                                                                                     | Chamois niortais FC  | 38 | 14 | 11 | 13 | 44:40 | +4  | 53  |
| 7                                                                                     | SM Caen              | 38 | 12 | 16 | 10 | 45:40 | +5  | 52  |
| 8                                                                                     | Stade lavallois      | 38 | 15 | 7  | 16 | 41:42 | -1  | 52  |
| 9                                                                                     | AS Saint-Étienne     | 38 | 12 | 15 | 11 | 34:30 | +4  | 51  |
| 10                                                                                    | Amiens SCF           | 38 | 12 | 13 | 13 | 30:33 | -3  | 49  |
| 11                                                                                    | FC Gueugnon          | 38 | 12 | 13 | 13 | 35:42 | -7  | 49  |
| 12                                                                                    | Grenoble Foot 38     | 38 | 11 | 14 | 13 | 39:29 | +10 | 47  |
| 13                                                                                    | ASOA Valence         | 38 | 11 | 13 | 14 | 38:42 | -4  | 46  |
| 14                                                                                    | Clermont Foot        | 38 | 13 | 7  | 18 | 39:51 | -12 | 46  |
| 15                                                                                    | AS Nancy-Lorraine    | 38 | 10 | 13 | 15 | 30:47 | -17 | 43  |
| 16                                                                                    | FC Istres            | 38 | 10 | 13 | 15 | 32:53 | -21 | 43  |
| 17                                                                                    | US Créteil-Lusitanos | 38 | 8  | 18 | 12 | 39:42 | -3  | 42  |
| 18                                                                                    | AS Beauvais Oise     | 38 | 9  | 10 | 19 | 20:32 | -12 | 37  |
| 19                                                                                    | ES Wasquehal         | 38 | 6  | 18 | 14 | 26:39 | -13 | 36  |
| 20                                                                                    | Stade de Reims       | 38 | 6  | 17 | 15 | 31:45 | -14 | 35  |
| # position ; V victoires ; N match nuls ; D défaites ; bp:bc buts pour et buts contre |                      |    |    |    |    |       |     |     |

Victoire à 3 points.

### Coupe de France
Cette année-là, les Verts vont tomber dès leur  entrée en lice contre Aurillac qui joue en CFA, alors entraîné par un ancien de la maison stéphanoise Thierry Oleksiak.
| Date       | N o     | Adversaire     | Lieu | Résultat | Buteurs pour Saint-Étienne | Suite    |
| ---------- | ------- | -------------- | ---- | -------- | -------------------------- | -------- |
| 23/11/2002 | 7e tour | Aurillac (CFA) | Ext. | 3 – 1    | Hognon 88e                 | Éliminés |

### Coupe de la Ligue
| Date       | N o         | Adversaire             | Lieu | Résultat | Buteurs pour Saint-Étienne                  | Suite                            |
| ---------- | ----------- | ---------------------- | ---- | -------- | ------------------------------------------- | -------------------------------- |
| 11/10/2002 | 1er Tour.   | Toulouse FC            | Dom. | 3 - 2    | Lilian Compan 17e, N’Dour 25e, Carteron 90e | Qualifiés pour les 16e de finale |
| 08/12/2002 | 1/16e de f. | Le Havre AC            | Dom. | 1 - 0 ap | Mendy 115e                                  | Qualifiés pour les 8e de finale  |
| 18/01/2003 | 1/8e de f.  | Le Mans                | Dom. | 3 - 2    | Chavériat 18e, Hognon 25e, Compan 77e       | Qualifiés pour les 1/4 de finale |
| 04/03/2003 | 1/4 de f.   | Olympique de Marseille | Dom. | 0 - 2    | -                                           | Éliminés                         |

### Statistiques individuelles

#### Statistiques buteurs
| Place | Nom                  | Ligue 2 | Coupe de France | Coupe de la Ligue | TOTAL des BUTS |
| 1     | Patrice Carteron     | 8 buts  | -               | 1 but             | 9 buts         |
| 1     | Lilian Compan        | 7 buts  | -               | 2 buts            | 9 buts         |
| 3     | Alex Dias de Almeida | 6 buts  | -               | -                 | 6 buts         |
| 4     | Vincent Hognon       | 3 buts  | 1 but           | 1 but             | 5 buts         |
| 5     | Mickaël Citony       | 2 buts  | -               | -                 | 2 buts         |
| 5     | Ibrahim Razak        | 2 buts  | -               | -                 | 2 buts         |
| 5     | David Hellebuyck     | 2 buts  | -               | -                 | 2 buts         |
| 5     | Loïc Chavériat       | 1 but   | -               | 1 but             | 2 buts         |
| 9     | Frédéric Mendy       | -       | -               | 1 but             | 1 but          |
| 9     | Anthony Garcia       | 1 but   | -               | -                 | 1 but          |
| 9     | Alassane N’Dour      | -       | -               | 1 but             | 1 but          |
| #     | contre son camp      | 2 buts  | -               | -                 | 2 buts         |
| Total | 11 buteurs           | 32 buts | 1 but           | 7 buts            | 40 buts        |

Date de mise à jour : le 4 août 2014.

#### Statistiques cartons  jaunes
| Place | Nom                    | Ligue 2    | Coupe de France | Coupe de la Ligue | TOTAL des CARTONS JAUNES |
| 1     | Anthony Garcia         | 13 cartons | 1 carton        | -                 | 14 cartons               |
| 2     | Eduardo Oliveira       | 10 cartons | -               | 2 cartons         | 12 cartons               |
| 3     | Lilian Compan          | 8 cartons  | -               | 2 cartons         | 10 cartons               |
| 4     | Allan Olesen           | 6 cartons  | 1 carton        | 1 carton          | 8 cartons                |
| 5     | Patrice Carteron       | 7 cartons  | -               | -                 | 7 cartons                |
| 5     | Vincent Hognon         | 7 cartons  | -               | -                 | 7 cartons                |
| 7     | Stéphane Hernandez     | 5 cartons  | -               | -                 | 5 cartons                |
| 8     | Patrick Guillou        | 4 cartons  | -               | -                 | 4 cartons                |
| 9     | Julien Sablé           | 2 cartons  | -               | 1 carton          | 3 cartons                |
| 9     | Mickaël Dogbé          | 2 carton   | -               | 1 carton          | 3 cartons                |
| 11    | Jérémie Janot          | 2 cartons  | -               | -                 | 2 cartons                |
| 11    | Ibrahim Razak          | 2 cartons  | -               | -                 | 2 cartons                |
| 11    | Lawrence Quaye         | 2 cartons  | -               | -                 | 2 cartons                |
| 11    | Loïc Chavériat         | 1 carton   | -               | 1 carton          | 2 cartons                |
| 15    | Alex Dias de Almeida   | 1 carton   | -               | -                 | 1 carton                 |
| 15    | David Hellebuyck       | 1 carton   | -               | -                 | 1 carton                 |
| 15    | Fabrice Jau            | 1 carton   | -               | -                 | 1 carton                 |
| 15    | Sylvain Meslien        | 1 carton   | -               | -                 | 1 carton                 |
| 15    | Christophe Deguerville | 1 carton   | -               | -                 | 1 carton                 |
| 15    | Alassane N'Dour        | 1 carton   | -               | -                 | 1 carton                 |
| Total | 19 joueurs avertis     | 65 cartons | 2 cartons       | 8 cartons         | 75 cartons               |

Date de mise à jour : le 13 août 2014.

#### Statistiques cartons rouges
| Place | Nom                  | Ligue 2   | TOTAL des CARTONS ROUGES |
| 1     | Frédéric Mendy       | 1 carton  | 1 expulsion              |
| 1     | Eduardo Oliveira     | 1 carton  | 1 expulsion              |
| 1     | Dominique Casagrande | 1 carton  | 1 expulsion              |
| Total | 3 expulsés           | 3 cartons | 3 expulsions             |

Date de mise à jour : le 13 août 2014.

## Affluence
Une seule rencontre a dépassé les 20 000 spectateurs en championnat cette saison. Il s'agit de la rencontre contre Reims en début de saison. Mais une rencontre va dépasser la barre des 30 000. Il s'agit du quart de finale de Coupe de la Ligue contre l'Olympique de Marseille.
Affluence de l'AS Saint-Étienne à domicile

## Joueurs en sélection nationale

### Équipe de France
Aucun joueur n’a été appelé en Équipe de France A et en Espoirs cette saison.

### Sélections étrangères
| Nom           | Éliminatoires CM ou CAN | Éliminatoires CM ou CAN | Éliminatoires CM ou CAN | Éliminatoires CM ou CAN | CAN | CAN         | CAN    | CAN          | Matchs amicaux | Matchs amicaux | Matchs amicaux | Matchs amicaux | Total | Total       | Total  | Total        |
| Nom           | MJ                      | But inscrit             | Averti                  | Carton rouge            | MJ  | But inscrit | Averti | Carton rouge | MJ             | But inscrit    | Averti         | Carton rouge   | MJ    | But inscrit | Averti | Carton rouge |
| ------------- | ----------------------- | ----------------------- | ----------------------- | ----------------------- | --- | ----------- | ------ | ------------ | -------------- | -------------- | -------------- | -------------- | ----- | ----------- | ------ | ------------ |
| Ibrahim Razak | 2                       | 0                       | 0                       | 0                       | 0   | 0           | 0      | 0            | 2              | 0              | 0              | 0              | 4     | 0           | 0      | 0            |
| Mickaël Dogbé | 2                       | 0                       | 0                       | 0                       | 0   | 0           | 0      | 0            | 0              | 0              | 0              | 0              | 2     | 0           | 0      | 0            |

## Équipe réserve
L’équipe réserve de l’ASSE évolue en CFA lors de cette saison 2002-2003. Elle va terminer en milieu de tableau, à la 8e place.
Les 3 meilleurs buteurs sont Loïc Chavériat avec 7 buts, Karim Fellahi et Pathé Bangoura avec 5 buts chacun.